# Szigetbecse, Pesta
Szigetbecse  este un sat în districtul Ráckeve, județul Pesta, Ungaria, având o populație de 1.358 de locuitori (2011). 

## Demografie
Componența etnică a satului Szigetbecse
     Maghiari (85,41%)
     Germani (11,2%)
     Romi (2,26%)
     Necunoscut (0,56%)
     Alții (0,56%)
Componența confesională a satului Szigetbecse
     Romano-catolici (41,24%)
     Reformați (10,82%)
     Fără religie (10,24%)
     Necunoscută (35,71%)
     Alte religii (2,72%)
Conform recensământului din 2011, satul Szigetbecse avea 1.358 de locuitori. Din punct de vedere etnic, majoritatea locuitorilor (85,41%) erau maghiari, existând și minorități de germani (11,2%) și romi (2,26%). Apartenența etnică nu este cunoscută în cazul a 0,56% din locuitori. Nu există o religie majoritară, locuitorii fiind romano-catolici (41,24%), reformați (10,82%) și persoane fără religie (10,24%). Pentru 35,71% din locuitori nu este cunoscută apartenența confesională.

## Cultură
Aici se află un muzeu dedicat cunoscutului fotograf André Kertész.